# X-10石墨反应堆
X-10石墨反应堆（英語：X-10 Graphite Reactor），前称克林顿堆（Clinton Pile）、X-10堆（X-10 Pile），是位于美国田纳西州橡树岭国家实验室的一个已经停用的核反应堆。该反应堆是世界上第二个人工建成的核反应堆（第一个是芝加哥1号堆），也是世界上第一个设计用来持续运转的反应堆。该堆在二战期间作为曼哈顿计划的一部分建成。